# Еверсбург
Еверсбург је насеље на северозападу области Доња Саксонија Оснабрик са 8.766 становника (12/2019). На северу, Еверсбург се граничи са округом Бурен Северна Рајна-Вестфалија, општина Лоте. Такође граничи се са насељима у Оснабрику Пие, Хафен, Вестерберг и Атер (у смеру казаљке на сату).

## историја
У некада неплодном подручју, поток који тече, а који се данас зове Ландвербах, омогућио је оснивање фарме Еверсфелд, која је припадала племићу Херману вон Бланкени и која је 1223. године продата каптолу катедрале у Оснабрику. Стални спорови са грофовима Текленбурга изискивали су да је око 1300. требало створити Одбрану око Оснабрик и утврдити суд. Домкапител данас је Хоф Еверсфелд претворио у замак из чији су ровова напајали поток. Од тада се суд назива Еверсбург; Ово име се први пут помиње у градском рачуну 1383. године. а 1718. године изграђен је камени лучни мост, такозвани Римски мост, преко реке Зец. Главна зграда дворишта срушена је 1840. године, а капела замка Мариа Трост сачувана је и до данас. Насељавање подручја око Еверсбурга и јужног Еверсхеида одвијало се углавном од 1850-их  година наовамо, од стране рудара који су радили у оближњем каменолому Пиезберг.

## Округ
Јавни објекти у округу укључују основну школу, интегрисану у општу школу, омладински центар  Вестверк , гробље и добровољну ватрогасну бригаду у оквиру Ватрогасне бригаде Оснабрик. Некадашња градска библиотека Еверсбург сада је затворена из финансијских разлога. Економску моћ у Еверсбургу чини неколико комерцијалних предузећа, углавном из сектора логистике. Некада је постојало и предузеће из тешке индустрије: ливница гвожђа; Боргелт је одустала од производње 2011. године; На имању бивше ливнице сада се граде стамбене куће. На југозападу Еверсбурга налази се велико локално рекреационо подрчије.

## Религија
У Еверсбургу се налазе протестантска црква Светог Михаила, католичка Либфрауенкирхе, српска православна црква и џамија.
- St. Michaelis
- Liebfrauen
- Serbisch-kirche
- Basharat-Moschee

## Еверсхајде
У Еверсбургу је Српско војничко гробље у Оснабрику познати логор  Oflag VI C био је један од многобројних официрских заробљеничких логора у Немачкој за време Другог светског рата. Налазио се у западном предграђу немачког града Оснабрик (нем. Osnabrück), Еверсхајду (нем. Eversheide) и у њему су били смештени официри Југословенске краљевске војске, који се нису мирили са поразом после немачке окупације.